# Championnats d'Afrique de lutte 2008
Navigation
Le Caire 2007 Casablanca 2009
Les championnats d'Afrique de lutte 2008 se déroulent du 7 au 8 mars 2008 à Tunis, en Tunisie. La compétition est qualificative pour les Jeux olympiques d'été de 2008 à Pékin.

## Podiums

### Hommes

#### Lutte libre
| Catégories | Or                    | Argent                        | Bronze               |
| ---------- | --------------------- | ----------------------------- | -------------------- |
| 55 kg      | Adama Diatta          | Mohammed Attaya               | Pierre Botha         |
| 55 kg      | Adama Diatta          | Mohammed Attaya               | Fayzal Aoune         |
| 60 kg      | Hassan Ibrahim Madani | Neels de Jager                | Isaac Boaz           |
| 60 kg      | Hassan Ibrahim Madani | Neels de Jager                | Victor Salobadriate  |
| 66 kg      | Heinrich Barnes       | Idriss Diatta                 | Billel Ghouini       |
| 66 kg      | Heinrich Barnes       | Idriss Diatta                 | Mohamed Ali Belayech |
| 74 kg      | Joel Enetmi           | Richard Brian Addinall        | Riad Jelassi         |
| 74 kg      | Joel Enetmi           | Richard Brian Addinall        | Augusto Midana       |
| 84 kg      | Adnan Rahimi          | Coenraad de Villiers          | Mustapha Khouili     |
| 84 kg      | Adnan Rahimi          | Coenraad de Villiers          | Ablaye Thiam         |
| 96 kg      | Moustafa Saleh Emara  | Ka-Koma Bella-Lufu            | Rochdi Rahimi        |
| 120 kg     | Wilson Siewari        | Hisham Abdelwahab Abdelmoamen | Slim Chebbi          |

#### Lutte gréco-romaine
| Catégories | Or                       | Argent                   | Bronze                   |
| ---------- | ------------------------ | ------------------------ | ------------------------ |
| 55 kg      | Hassan Mostafa Abd El Al | Billel Benbrih           | Nabil Nazih              |
| 55 kg      | Hassan Mostafa Abd El Al | Billel Benbrih           | Maher Boutouri           |
| 60 kg      | Ashraf Meligy El Garably | Mohamed Zoghbi           | William Bassey           |
| 60 kg      | Ashraf Meligy El Garably | Mohamed Zoghbi           | Ziad Kefi                |
| 66 kg      | Mohamed Serir            | Arrie van Myk            | Piantini Dzabatou        |
| 66 kg      | Mohamed Serir            | Arrie van Myk            | Hamza Louati             |
| 74 kg      | Messaoud Zeghdane        | Ahmed Mohamed Abdelsadek | Zied Ait Ouagram         |
| 74 kg      | Messaoud Zeghdane        | Ahmed Mohamed Abdelsadek | Ifeanyi Ikwuagu          |
| 84 kg      | Haykel Achouri           | David Fukwabo Muntu      | Michel Mabonga           |
| 84 kg      | Haykel Achouri           | David Fukwabo Muntu      | Efionayi Joe Agbonevbare |
| 96 kg      | Samir Bouguerra          | Hassine Ayari            | Etienne van Huyssteen    |
| 120 kg     | Yasser Abdelrahman Ali   | Karim Assadi             | Ryan Abrahams            |

### Femmes

#### Lutte féminine
| Catégories | Or                 | Argent             | Bronze                      |
| ---------- | ------------------ | ------------------ | --------------------------- |
| 48 kg      | Naziha Hamza       | Sammy Oziti        | Marine Dima                 |
| 51 kg      | Wassila Raouafi    | Aguihe Chinwendu   | Mpho Madi                   |
| 55 kg      | Lovina Odochi      | Marwa Amri         | Nene Touré                  |
| 55 kg      | Lovina Odochi      | Marwa Amri         | Rokhayatou Sonko            |
| 59 kg      | Hela Riabi         | Maria Musa         | Adélaïde Sambou             |
| 63 kg      | Haiat Farac        | Khady Diatta       | Stéphanie N'Guessan Kouassi |
| 63 kg      | Haiat Farac        | Khady Diatta       | Zumicke Geringer            |
| 67 kg      | Ifeoma Iheanacho   | Josiane Soloniaina | Sani Chortani               |
| 72 kg      | Amarachi Obiajunwa | Sabrine Mathlouthi | Desire Smith                |
| 72 kg      | Amarachi Obiajunwa | Sabrine Mathlouthi | Annabelle Ali               |